# CLJ Records
CLJ Records es una compañía discográfica independiente alemana formada en 2006. Está especialmente dirigida a bandas de Rock y Metal dentro de la escena Visual kei. Es una subdivisión dentro de Colusseum Music Entertainment y sus oficinas centrales se encuentran en Núremberg, Alemania.